# El condó ataca
El condó ataca (Kondom des Grauens en l'original alemany) és un còmic de l'il·lustrador i autor alemany Ralf König publicat en 1987. Es va publicar en català per Llibres de l'Índex en 1997, amb traducció de Wladimir Pedrós

## Argument
El condó ataca explica la història de Luigi Makaroni, un policia gay de Nova York, que es presenta com un lloc adient per pervertits, plena de botigues per adults i pornografia, que investiga una sèrie de castracions en l'hotel Quickie, conegut per la seva clientela de prostitució i homosexuals, i en què l'hotel proveeix de condons sense embolcall.

## Adaptacions
En 1996 es va filmar la pel·lícula Kondom des Grauens dirigida per Martin Walz, i que incloïa l'argument de El condó ataca i la seva continuació Bis auf die Knochen. A diferència de Der bewegte Mann, que el va decebre, el guió el va fer l mateix König per controlar la producció. La pel·lícula va ser doblada al català (amb el títol "El condó assassí"), i es va estrenar per primera vegada a TV3 l'any 2001.

## Premis
En 1992 va obtenir el Premi a la millor obra estrangera del Saló Internacional del Còmic de Barcelona.